# میدان نفتی تایبر
میدان نفتی تایبر (انگلیسی: Tiber Oil Field) از میدان‌های نفتی ایالات متحده آمریکا است، که در سال ۲۰۰۹ در خلیج مکزیک کشف شد. این میدان به‌طور مشترک متعلق به بی‌پی، پتروبراس و کونوکو فیلیپس می‌باشد.